# Arthur Cumming
Arthur Warren Jack Cumming, född 8 maj 1889 i Marylebone, London, död 9 maj 1914 i Hammersmith, London, var en brittisk konståkare. Han kom tvåa vid olympiska spelen 1908 i London i herrarnas specialprogram. Han omkom i stelkramp, som han ådragit sig efter en motorcykelolycka 1914. Hans olympiska silvermedalj såldes på auktion 2008 för 3 500 pund.